# Starship Troopers (filme)
Starship Troopers (bra: Tropas Estelares; prt: Soldados do Universo, ou Starship Troopers - Soldados do Universo) é um filme norte-americano de ficção científica de 1997, dirigido por Paul Verhoeven e com roteiro de Edward Neumeier, baseado no romance Starship Troopers de Robert A. Heinlein.
O enredo conta a história do jovem soldado Johnny Rico (Casper Van Dien) e de suas aventuras na Mobile Infantry, uma unidade militar futurista. O filme mostra a progressão da carreira militar de Rico, de recruta a oficial, num ambiente de guerra que põe a humanidade contra uma espécie de seres conhecidos como "insetos" ou "aracnídeos".

## Produção
Originalmente, o filme foi criado a partir de um enredo chamado Bug Hunt at Outpost Nine, mas posteriormente, foi licenciado como Starship Troopers, inspirado em um romance de Robert A. Heinlein.
Em entrevista ao jornal The A.V. Club, Verhoeven revelou que o seu uso satírico de ironia e hipérbole é como "brincar com o fascismo, ou a imagem fascista, para mostrar certos aspectos da sociedade norte-americana. "Claro, o filme é sobre: vamos todos para a guerra e vamos todos morrer." 
Em 1998, Starship Troopers foi indicado para o Oscar de melhores efeitos visuais. Com um orçamento de US$105 milhões, o filme fez quase US$55 milhões de bilheteira. Um relançamento do filme em 2020 levou a bilheteira total até aos US$121 milhões.
O filme foi inicialmente mal recebido pelos críticos, e foi o único de sua franquia lançado nas telas de cinema. Apesar disso, hoje é considerado um cult classic por ser visto como uma crítica contundente do absurdo dos valores de guerra. Em 2012, a Slant Magazine colocou-o na vigésima posição em sua lista dos “100 Melhores Filmes da Década de 1990”.

## Elenco
| •Casper Van Dien     | interpreta | Johnny Rico           |
| •Dina Meyer          | interpreta | Dizzy Flores          |
| •Denise Richards     | interpreta | tte. Carmen Ibanez    |
| •Jake Busey          | interpreta | Ace Levy              |
| •Neil Patrick Harris | interpreta | Carl Jenkins          |
| •Clancy Brown        | interpreta | Sgt. Zim              |
| •Seth Gilliam        | interpreta | Sugar Watkins         |
| •Patrick Muldoon     | interpreta | Zander Barcalow       |
| •Michael Ironside    | interpreta | Jean Rasczak          |
| •Rue McClanahan      | interpreta | professor de biologia |
| •Marshall Bell       | interpreta | Gen. Owen             |
| •Eric Bruskotter     | interpreta | Breckinridge          |